# District d'Amparafaravola
Le district d'Amparafaravola est un district du Nord-Est de Madagascar situé dans la région d'Alaotra-Mangoro. Son chef-lieu est Amparafaravola.

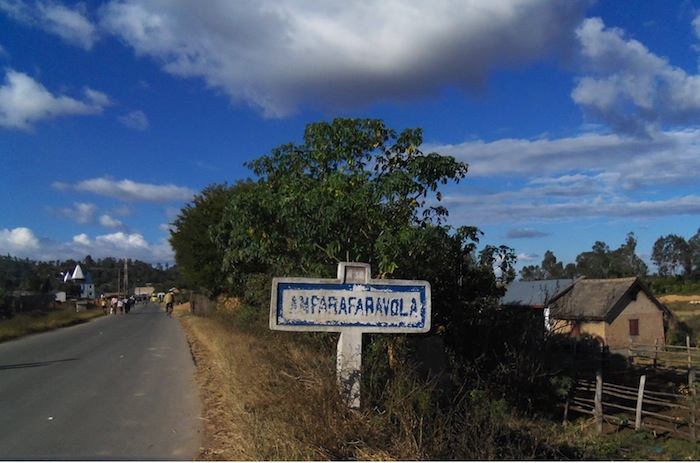
Entrée d'Amparafaravola.

## Histoire
District montagneux relativement enclavé, Amparafaravola constitue une des zones malgaches les plus touchées de manière endémique par des pics épidémiques de peste pneumonique depuis les années 1980, avec une recrudescence importante depuis 2010.